# Blinding Lights
"Blinding Lights" é uma canção do cantor canadense The Weeknd, gravada para o seu quarto álbum de estúdio After Hours (2020). Foi composta pelo próprio em conjunto com Ahmad Balshe, Jason Quenneville, Max Martin e Oscar Holter, sendo produzida pelos dois últimos em conjunto com o intérprete. O seu lançamento como o segundo single de After Hours ocorreu em 29 de novembro de 2019, através das gravadoras XO e Republic, dois dias após o de "Heartless" como faixa de trabalho inicial.
A 31 de dezembro de 2022, a canção ultrapassou a marca de 3 bilhões de reproduções nos serviços de streaming, tornando-se a música mais ouvida de sempre no Spotify.

## Antecedentes e lançamento
Após meses ausente das redes sociais, enquanto gravava e compunha para o seu novo disco de inéditas, The Weeknd retornou ao Instagram em 20 de novembro de 2019, tendo-o previamente anunciado em junho daquele ano. Quatro dias depois, em 24 de novembro, um comercial da Mercedes-Benz foi exibido na televisão alemã, apresentando um trecho de "Blinding Lights". A propaganda mostra o cantor dirigindo o modelo elétrico EQC de um SUV e pedindo para que o sistema do veículo toque sua nova música. A versão completa do comercial estreou em 29 de novembro de 2019, em conjunto com a faixa, servindo como o segundo single do álbum. Nos dias seguintes, ele anunciou formalmente seu retorno à música com as legendas "o outono começa na noite de amanhã", referindo-se às últimas horas do dia 26. O videoclipe foi lançado em 21 de janeiro de 2020.

## Faixas e formatos
| CD single / download digital / streaming / vinil |                   |         |  |
| N.º                                              | Título            | Duração |  |
| 1.                                               | "Blinding Lights" | 3:21    |  |

## Créditos
Lista-se abaixo os profissionais envolvidos na elaboração de "Blinding Lights", de acordo com o serviço de streaming Tidal:
| - The Weeknd: composição, produção, vocalista principal, vocalista de apoio, baixo, baterias, guitarra, teclados, programação - Ahmad Balshe: composição - Jason Quenneville: composição - Max Martin: composição, produção, baixo, baterias, guitarra, teclados, programação - Oscar Holter: composição, produção, baixo, baterias, guitarra, teclados, programação - Cory Bice: assistência de gravação | - Jeremy Lertola: assistência de gravação - Sean Klein: assistência de gravação - Shin Kamiyama: engenharia - Serban Ghenea: mixagem - John Hanes: engenharia de mixagem - Dave Kutch: masterização - Kevin Peterson: masterização |

## Desempenho nas tabelas musicais
| Tabela musical (2019–20)                               | Melhor posição |
| ------------------------------------------------------ | -------------- |
| Alemanha (Media Control Charts)                        | 1              |
| Argentina (Argentina Hot 100)                          | 42             |
| Austrália (ARIA Charts)                                | 1              |
| Austrália (ARIA Urban Singles Chart)                   | 1              |
| Áustria (Ö3 Austria Top 40)                            | 1              |
| Bélgica (Ultratop 50 de Flandres)                      | 1              |
| Bélgica (Ultratop 40 da Valônia)                       | 1              |
| Brasil (Pro-Música Brasil)                             | 47             |
| Bulgária (PROPHON)                                     | 1              |
| Canadá (Canadian Hot 100)                              | 1              |
| Chéquia (IFPI Česká Republika)                         | 1              |
| Coreia do Sul (Gaon Music Chart)                       | 146            |
| Croácia (Croatian Airplay Radio Chart)                 | 1              |
| Dinamarca (Tracklisten)                                | 1              |
| Equador (Charts Ecuador)                               | 27             |
| Escócia (The Official Charts Company)                  | 1              |
| Eslováquia (IFPI Slovenská Republika)                  | 1              |
| Eslovênia (SloTop50)                                   | 1              |
| Espanha (Productores de Música de España)              | 16             |
| Estados Unidos (Billboard Hot 100)                     | 1              |
| Estados Unidos (Top R&B/Hip-Hop Songs)                 | 1              |
| Estados Unidos (Rhythmic Songs)                        | 4              |
| Estados Unidos (Pop Songs)                             | 1              |
| Estados Unidos (Adult Pop Songs)                       | 6              |
| Estônia (Singlid Tipp-40)                              | 1              |
| Europa (Euro Digital Songs)                            | 1              |
| Finlândia (IFPI Finlândia)                             | 1              |
| França (Syndicat National de l'Édition Phonographique) | 1              |
| Grécia (IFPI Grécia)                                   | 2              |
| Hungria (Magyar Hanglemezkiadók Szövetsége)            | 2              |
| Hong Kong (Hong Kong Airplay Chart)                    | 1              |
| Irlanda (Irish Recorded Music Association)             | 1              |
| Islândia (Tónlist)                                     | 1              |
| Israel (Media Forest)                                  | 1              |
| Itália (Federazione Industria Musicale Italiana)       | 1              |
| Japão (Japan Hot 100)                                  | 96             |
| Letônia (LAIPA)                                        | 1              |
| Líbano (The Official Lebanese Top 20)                  | 2              |
| Lituânia (AGATA)                                       | 1              |
| Luxemburgo (Luxembourg Digital Songs)                  | 2              |
| Malásia (Recording Industry Association of Malaysia)   | 3              |
| México (Mexico Airplay)                                | 1              |
| Noruega (VG-lista)                                     | 1              |
| Nova Zelândia (NZ Top 40 Singles)                      | 1              |
| Países Baixos (MegaCharts)                             | 1              |
| Paraguai (SGP)                                         | 36             |
| Polônia (Związek Producentów Audio Video)              | 1              |
| Portugal (Associação Fonográfica Portuguesa)           | 1              |
| Reino Unido (UK Singles Chart)                         | 1              |
| Reino Unido (UK R&B Singles Chart)                     | 1              |
| Roménia (Media Forest)                                 | 5              |
| Rússia (Tophit)                                        | 2              |
| Singapura (Recording Industry Association Singapore)   | 2              |
| Suécia (Sverigetopplistan)                             | 1              |
| Suíça (Schweizer Hitparade)                            | 1              |
| Venezuela (Record Report)                              | 2              |

| País (Empresa)             | Certificação |
| -------------------------- | ------------ |
| Alemanha (BVMI)            | Diamante     |
| Austrália (AUS)            | 9× Platina   |
| Bélgica (BEA)              | 4× Platina   |
| Canadá (Music Canada)      | Diamante     |
| Dinamarca (IFPI Dinamarca) | 3× Platina   |
| Estados Unidos (RIAA)      | 7× Platina   |
| Espanha (PROMUSICAE)       | 6× Platina   |
| França (SNEP)              | Diamante     |
| Itália (FIMI)              | 3× Platina   |
| México (AMPROFON)          | 3× Platina   |
| Noruega (IFPI Noruega)     | 5× Platina   |
| Nova Zelândia (RMNZ)       | 5× Platina   |
| Reino Unido (BPI)          | 4× Platina   |

## Histórico de lançamento
| País           | Data                   | Formato(s)                  | Gravadora(s) |
| -------------- | ---------------------- | --------------------------- | ------------ |
| Mundo          | 29 de novembro de 2019 | Download digital, streaming | XO, Republic |
| Países Baixos  | 30 de novembro de 2019 | Rádios mainstream           | Universal    |
| Itália         | 13 de dezembro de 2019 | Rádios mainstream           | Universal    |
| Reino Unido    | 20 de dezembro de 2019 | Rádios mainstream           | XO, Republic |
| Estados Unidos | 6 de janeiro de 2020   | Rádios hot AC               | XO, Republic |
| Estados Unidos | 7 de janeiro de 2020   | Rádios mainstream           | XO, Republic |
| Reino Unido    | 11 de janeiro de 2020  | Rádios adult contemporary   | XO, Republic |
| Estados Unidos | 4 de fevereiro de 2020 | Rádios rhythmic             | XO, Republic |

## Prêmios e indicações
| Ano  | Prêmio                                 | Categoria                                               | Resultado | Ref.    |
| ---- | -------------------------------------- | ------------------------------------------------------- | --------- | ------- |
| 2020 | MTV Video Music Awards                 | Video of the Year                                       | Venceu    | [ 93 ]  |
| 2020 | MTV Video Music Awards                 | Melhor Cinematografia                                   | Indicado  | [ 93 ]  |
| 2020 | MTV Video Music Awards                 | Melhor Direção                                          | Indicado  | [ 93 ]  |
| 2020 | MTV Video Music Awards                 | Melhor Edição                                           | Indicado  | [ 93 ]  |
| 2020 | MTV Video Music Awards                 | Melhor Videoclipe de R&B                                | Venceu    | [ 93 ]  |
| 2020 | MTV Video Music Awards                 | Canção do Verão                                         | Indicado  | [ 93 ]  |
| 2020 | UK Music Video Awards                  | Melhor Videoclipe Pop Internacional                     | Venceu    | [ 94 ]  |
| 2020 | UK Music Video Awards                  | Melhor Cinematografia em um Videoclipe                  | Indicado  | [ 94 ]  |
| 2020 | UK Music Video Awards                  | Melhor Grade de Cores em um Videoclipe                  | Indicado  | [ 94 ]  |
| 2020 | UK Music Video Awards                  | Melhor Videoclipe Ao Vivo                               | Indicado  | [ 94 ]  |
| 2020 | MTV Europe Music Awards                | Melhor Canção                                           | Indicado  | [ 95 ]  |
| 2020 | MTV Europe Music Awards                | Melhor Videoclipe                                       | Indicado  | [ 95 ]  |
| 2020 | MTV Video Music Awards Japan           | Melhor Videoclipe Masculino Internacional               | Venceu    | [ 96 ]  |
| 2020 | MTV Millennial Awards Brasil           | Hit Global                                              | Indicado  | [ 97 ]  |
| 2020 | Nickelodeon Mexico Kids' Choice Awards | Hit Global                                              | Indicado  | [ 98 ]  |
| 2020 | E! People's Choice Awards              | Videoclipe do Ano                                       | Indicado  | [ 99 ]  |
| 2020 | LOS40 Music Awards                     | Melhor Canção Internacional                             | Indicado  | [ 100 ] |
| 2020 | LOS40 Music Awards                     | Melhor Videoclipe Internacional                         | Venceu    | [ 100 ] |
| 2020 | Camerimage International Film Festival | Melhor Videoclipe                                       | Indicado  | [ 101 ] |
| 2020 | Camerimage International Film Festival | Melhor Cinematografia em um Videoclipe                  | Indicado  | [ 101 ] |
| 2020 | American Music Awards                  | Videoclipe Favorito                                     | Indicado  | [ 102 ] |
| 2020 | American Music Awards                  | Canção de Pop/Rock Favorita                             | Indicado  | [ 102 ] |
| 2020 | Variety's Hitmakers                    | Gravação do Ano                                         | Venceu    | [ 103 ] |
| 2020 | NRJ Music Award                        | Canção Internacional do Ano                             | Indicado  | [ 104 ] |
| 2020 | NRJ Music Award                        | Videoclipe do Ano                                       | Indicado  | [ 104 ] |
| 2021 | TEC Awards                             | Melhor Conquista Criativa – Produção de Single ou Faixa | Indicado  | [ 105 ] |
| 2021 | Swiss Music Awards                     | Melhor Canção Internacional                             | Indicado  | [ 106 ] |
| 2021 | Kids' Choice Awards                    | Melhor Canção                                           | Indicado  | [ 107 ] |
| 2021 | Juno Awards                            | Single do Ano                                           | Venceu    | [ 108 ] |